# 크로마토그래피

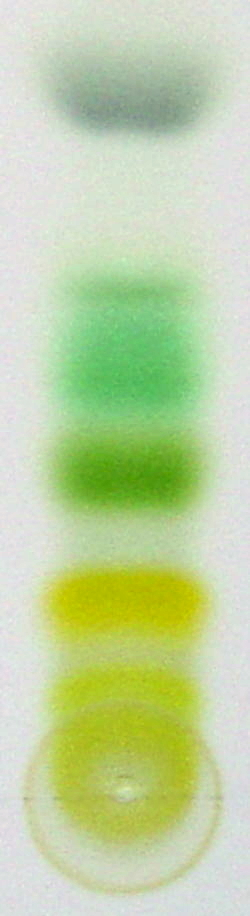
엽록소에 크로마토그래피를 사용하였다.

크로마토그래피(영어: Chromatography)는 혼합물을 분리하는 실험적인 기법 중 하나이다.
크로마토그래피는 고정상과 이동상을 이용하여 여러 가지 물질들이 섞여 있는 혼합물을 이동속도 차이에 따라 분리하는 방법이다. 예를 들어 사인펜 잉크를 분리하는데 있어 사용이 되는 분필, 거름종이 등의 물질이 고정상이다. 이러한 고정상 위를 물 입자들이 이동을 하게 되는데 이때 물을 이동상이라고 본다. 이러한 이동상 속에 다양한 색소의 입자들이 각자의 속도에 맞게 이동을 하는데 이러한 이동 속도 차이에 의해 혼합물인 잉크가 분리되게 되는 것이다.

## 크로마토그래피의 원리
혼합물을 구성하고 있는 매우 유사한 성분들을 분리할 수 있는 중요한 분리법이다. 시료는 이동상에 의해 이동하는데, 이런 이동상은 관 속에 또는 고체 판 위에 고정되어 있는 용해되지 않는 정지상을 통해 지나간다. 두 상은 시료성분들이 이동상과 정지상 사이에서 분배 정도가 달라지도록 선택한다. 시료 성분 중에 정지상에 세게 붙잡히는 성분은 이동상의 흐름에 따라 천천히 움직이는 한편 정지상에 약하게 붙잡히는 성분은 빠르게 운반된다. 이동 속도의 이러한 차이 때문에 시료성분들은 정성적으로, 정량적으로 분석할 수 있는 불연속적인 띠로 분리된다.

## 정지상의 특성으로 나눈 크로마토그래피의 종류

### 평면 크로마토그래피 (Planar Chromatography)
평면 크로마토그래피(Planar Chromatography)는 정지상이 평면으로 존재하는 크로마토그래피 기법을 의미한다. 평면 정지상으로는 종이가 될 수도 있고 (종이 크로마토그래피), 유리 판이 될 수도 있다(TLC 크로마토그래피). 혼합물 속의 각 성분은 그들이 정지상과 얼마나 세게 결합하느냐에 따라 정지상에서의 이동 속도 차이가 나타나게 되고, 이는 분리의 원동력이 된다. 물질의 고유한 Rf값(Retention factor)을 판단함으로서 미지의 물질을 인식할 수 있다.

#### 종이 크로마토그래피 (Paper Chromatography)
종이 크로마토그래피는 크로마토그래피 종이를 이용한 크로마토그래피 기법을 의미한다. 시료를 점으로 찍어둔 종이를, 용매를 얕게 채워둔 용기에 담근 다음, 밀봉한 구조로 이루어져있다. 용매가 종이를 타고 올라가다 보면 시료와 만나게 되며, 시료는 용매타고 올라가게 된다. 종이는 셀룰로스(cellulose)로 이루어져 있어서 극성을 띤다. 따라서 무극성을 띠는 용질이 종이를 타고 더 잘 올라가게 된다. 극성을 세게 띠는 물질은 셀룰로스와 더욱 더 잘 결합하게 되므로, 잘 올라가지 못하게 된다.

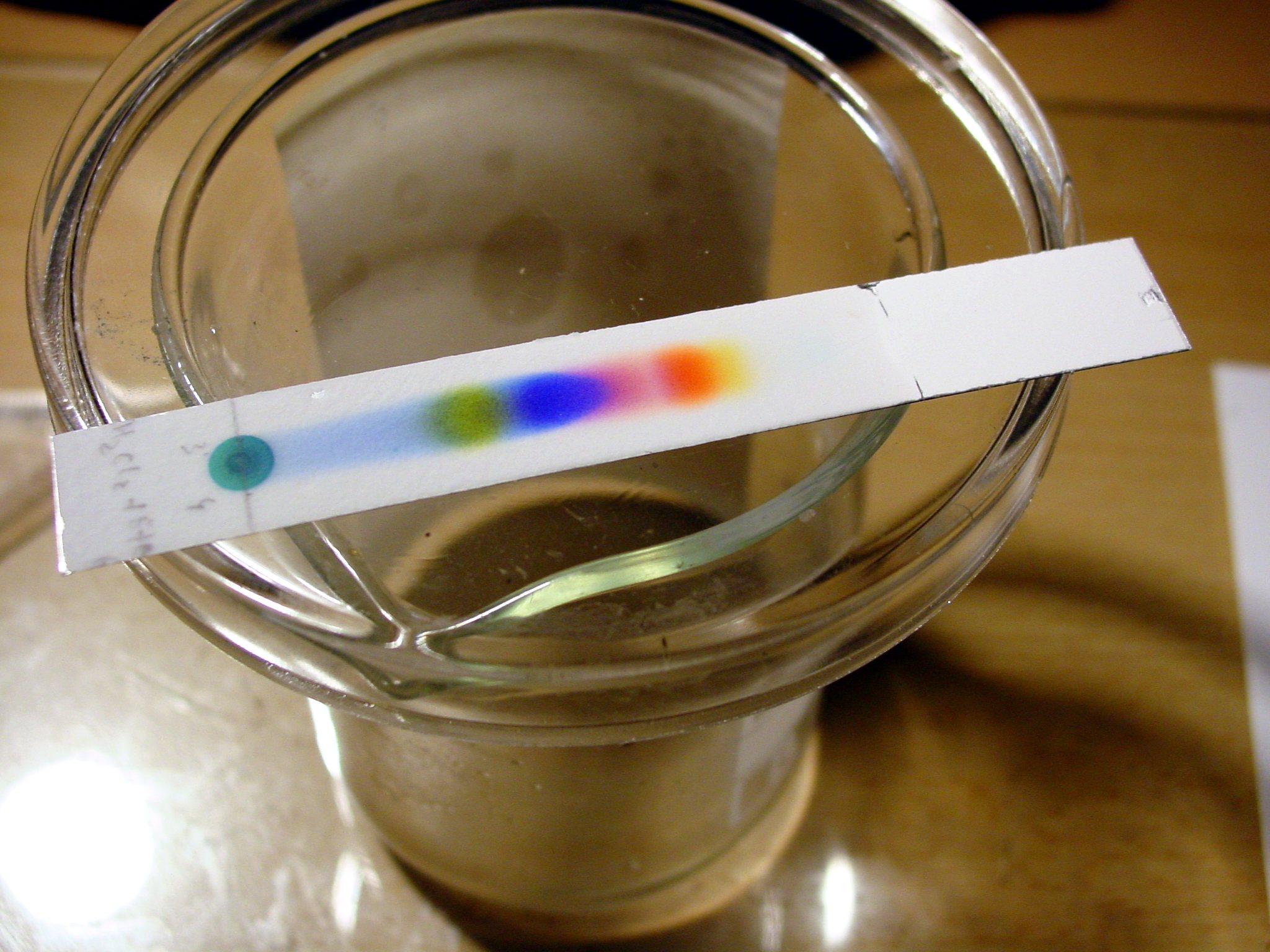
TLC 판에서 검정 잉크가 분리되는 모습이다.

#### 얇은 막 크로마토그래피(TLC thin-layer Chromatography)
얇은 막 크로마토그래피는 종이 크로마토그래피와 아주 유사하다. 시료가 정지상에 첨가되면, 용매와 함께 모세관 현상에 의해 정지상을 타고 올라가게 되고 그 속도의 차이에 따라 분리가 되는 원리는 종이 크로마토그래피의 원리와 같다. 그러나, 정지상으로 종이를 이용하는 종이 크로마토그래피와는 다르게 정지상으로 실리카 젤이나 산화 알루미늄 등의 흡착성이 있는 물질로 얇게 코팅되어 있는 유리판을 사용한다. 이 흡착성의 얇은 막이 정지상으로 사용된다. 얇은 막 크로마토그래피는 종이 크로마토그래피에 비해 빠르고, 정지상의 흡착성을 조절하여 해상도 조절이 가능하다는 장점이 있다. 얇은 막 크로마토그래피는 반응의 진행정도를 확인하거나, 혼합물 속 물질의 종류를 파악하거나, 물질의 순도를 확인할 때 많이 사용된다.
결과를 정량화하기 위해서 물질이 이동한 거리를 이동상이 총 이동한 거리로 나눈 값을 사용하는데 (이때 이동상은 정지상의 끝까지 올라가서는 안 된다), 이 비율을 Retardation Factor (Rf): 지연계수라고 부른다. 일반적으로, 물질과 정지상 사이의 친화도가 클수록 Rf값이 작게 측정된다. Rf값은 물질의 고유한 값이다. 따라서 화학자들은 미지의 물질의 Rf값을 통해 해당 물질이 어떠한 물질인지 인식할 수 있다.

## 이동상의 특성으로 나눈 크로마토그래피의 종류

### 기체 크로마토그래피 (Gas Chromatography)
기체 크로마토그래피(GC), 혹은 기체-액체 크로마토그래피(GLC)는 이동상이 기체인 크로마토그래피 기법을 의미한다. 기체 크로마토그래피 분리법은 항상 칼럼(Column)을 사용한다. 칼럼은 모세관 칼럼 또는 밀봉된 칼럼을 이용한다. 두 칼럼은 모두 비흡착성이고 화학적으로 활성이 없는 물질로 만들어졌다. 밀봉 칼럼(packed column)은 보통 스테인레스 철이나 유리로 만들며, 모세관 칼럼(capillary column)은 석영이나 용융 실리카로 만든다.
기체 크로마토그래피는 분석 물질의, 고체 상과 점성 액체상(viscous liquid)간의 분배 평형(partition equilibrium)에 기반을 둔다. 정지상은 아주 작은 지름의 유리 (보통 0.18~0.53 mm)나 용융 실리카 튜브에 부착되어 있다. 분석 화학적 실험 기법으로 자주 사용된다. 아주 높은 온도를 요구하기 때문에 생체 분자나 단백질은 변성될 위험이 있음에도 불구하고 생화학 실험에도 자주 사용된다.

예비 HPLC 기구

### 액체 크로마토그래피 (Liquid Chromatography)
액체 크로마토그래피는(LC)는 이동상이 액체인 크로마토그래피 기법을 의미한다. 칼럼(Column)이나 평면에서 수행할 수 있다. 현대에 와서 액체 크로마토그래피를 주로 소량의 입자를 아주 높은 압력하에서 수행하게 되는데, 이를 고성능 액체 크로마토그래피(HPLC)라고 부른다.
고성능 액체 크로마토그래피는 이동상의 액체를 매우 높은 압력하에 두고 정지상을 구형의 입자로 가득 채워진 칼럼에 통과시키는 방법을 사용한다. 정지상은 보통 이동상보다 더 극성을 띤다. 예를 들면, 정지상으로는 실리카를 쓰고 이동상으로는 톨루엔을 쓴다.

## 기타 크로마토그래피 기법들

### 친화성 크로마토그래피 (Affinity Chromatography)
친화성 크로마토그래피는 특정 분자와 분석 물질간의 친화성의 차이에 기반을 두는 크로마토그래피 기법이다. 상당히 특이적이지만, 반응성이 좋지는 않다. 단백질을 분리하기 위해 생화학 실험실에서 종종 사용되는 실험 기법이다. 단백질을 히스티딘이나 바이오틴(biotin)이나 항원(antigen)으로 표식을 해놓으면 정지상에 특이적으로 결합하게 된다. 정제 과정이 끝나면 이 표식은 제거되며 순수한 단백질을 얻게 된다. 생체 분자와 금속(보통 아연, 구리, 철, 비소)과의 친화성을 이용하기도 한다.

### 이온 교환 크로마토그래피 (Ion-exchange chromatography)
이온 교환 크로마토그래피는 물질의 전하 차이를 이용한 이온 교환 매커니즘에 기반하는 크로마토그래피 기법이다. 이온 교환 크로마토 그래피는 주로 전하를 띠지 않는 정지상을 사용하며, 주로 전하를 띠는 양이온, 음이온, 아미노산, 펩타이드, 단백질을 분리하는데 사용한다. 정지상의 전하와 반대 전하를 띠는 물질이 더 늦게 용출된다는 원리를 사용한다. 단백질을 정제하기 위한 방법 중 하나로 널리 사용되고 있다.

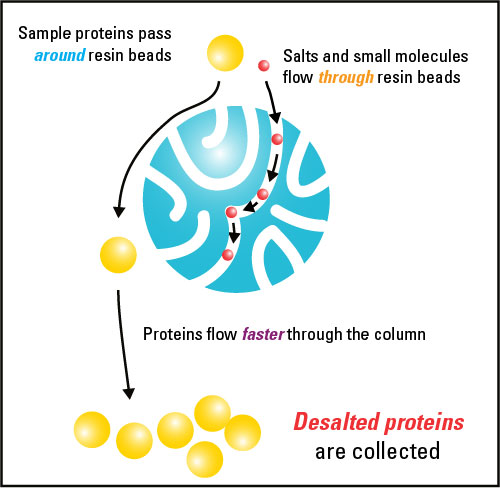
크기 배제 크로마토그래피의 원리. 상대적으로 크기가 큰 단백질은 빨리 용출되며, 크기가 작은 염 입자는 늦게 용출됨을 알 수 있다.

### 크기 배제 크로마토그래피 (Size-exclusion chromatography)
크기 배제 크로마토그래피는 젤 침투 크로마토그래피 (gel-filtration chromatography)라고도 부른다. 물질은 크기에 따라 칼럼을 통과하는 속도가 다른데, 이를 이용한 크로마토그래피 기법이다. 작은 분자는 칼럼 속의 구슬 속에 구멍에 빠져 들어가 갇혀있게 되며, 상대적으로 용출 속도가 느리게 된다. 그에 비해 크기가 큰 물질은 상대적으로 구슬의 구멍 속에 들어갈 확률이 적으므로 이동상을 따라 빠르게 용출이 된다. 다른 크로마토그래피 기법에 비해 상당히 해상도가 낮아 보통 정제 과정의 초반 단계에 이용된다. 단백질의 구조를 변성시키는 과정이 거의 포함되어 있지 않기 때문에, 단백질의 삼차나 사차 구조를 결정하는데 상당히 도움이 된다.

### 이차원 크로마토그래피 (Two-dimensional chromatography)
몇몇 경우에는, 컬럼의 각 성분을 한 화학적 요법으로 분리하기 어려운 경우가 있다. 제대로 분리되지 않은 여러 물질들은 다른 물리-화학적 특성을 통해 분리할 수 있다. 정지상에 유지되는 매커니즘이 첫 번째 분리와 다르게 하면, 처음에는 분리되지 않았던 여러 성분들을 분리 할 수 있게 된다.
위에서 설명한 크로마토그래피 외에도 다양한 크로마토그래피들이 있다

## 참고 문헌
- 이 문서에는 다음커뮤니케이션(현 카카오)에서 GFDL 또는 CC-SA 라이선스로 배포한 글로벌 세계대백과사전의 내용을 기초로 작성된 글이 포함되어 있습니다.